# إسويط اعتدالي
إسويط اعتدالي (الاسم العلمي:Isoetes aequinoctialis) هو نوع من النباتات يتبع جنس المتسانية من فصيلة المتسانيات.